# Arcidiecéze Saint Louis
Arcidiecéze Saint Louis (latinsky Archidioecesis Sancti Ludovici) je římskokatolická arcidiecéze na části území severoamerického státu Missouri se sídlem ve městě Saint Louis a s katedrálou sv. Ludvíka v Saint Louis. Jejím současným arcibiskupem je Robert James Carlson.

## Stručná historie
V roce 1793 byla zřízena rozlehlá katolická Diecéze Louisiany a obou Florid, která byla po Baltimoru druhou nejstarší diecézí na území dnešních USA. Roku 1803 se město St. Louis stalo součástí USA a biskup Dubourg chtěl umístit sídlo biskupství do St. Louis. Po jeho rezignaci v roce 1826 mohla být zřízena Diecéze Louisiana se sídlem v New Orleans a Diecéze St. Louis. Ta se roku 1847 stala metropolitním arcibiskupstvím.

## Církevní provincie

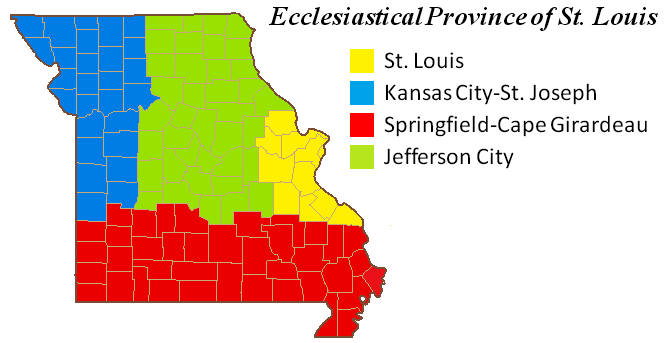
Mapa církevní provincie Saint Louis

Jde o metropolitní arcidiecézi, která zahrnuje území státu Missouri a jíž jsou podřízena tato sufragánní biskupství:
- diecéze Jefferson City
- diecéze Kansas City-Saint Joseph
- diecéze Springfield-Cape Girardeau.